# ウィリアム・ヘンリー・ハリソン3世
ウィリアム・ヘンリー・ハリソン3世（英語：William Henry Harrison III、1896年8月10日 - 1990年10月8日）は、アメリカ合衆国の政治家。ワイオミング州選出連邦下院議員を通算5期務め、インディアナ州下院議員、ワイオミング州下院議員を歴任した。1980年アメリカ合衆国大統領選挙の共和党予備選挙では、ジョージ・H・W・ブッシュの選挙運動に参加した。
ハリソンはバージニア州のハリソン家の生まれであり、第23代アメリカ合衆国大統領ベンジャミン・ハリソンは祖父、第9代大統領のウィリアム・ハリソンは曽祖父である。介入主義的な外交政策・反共産主義的な政策を支持し、対外政策では強硬的な発言を繰り返した。

## 経歴・人物
1896年8月10日にインディアナ州のテレホートで、ラッセル・ベンジャミン・ハリソンとメアリー・サンダースの間に誕生した。ハリソン3世はバージニア州のハリソン家の一員であり、ウィリアム・ハリソン大統領の玄孫（孫の孫）、ベンジャミン・ハリソン大統領の孫にあたる。ネブラスカ州オマハのパブリック・スクールとワシントンD.C.のシドウェル・フレンズ・スクールに通った。
第一次世界大戦では、アメリカ陸軍信号部隊の航空部門(Aviation Section, U.S. Signal Corps)に二等兵として従軍した。同部隊はアメリカ軍最初期の航空戦力であった。退役後、イエローストーン国立公園とグレイシャー国立公園でパークレンジャーとして活躍し、アメリカ在郷軍人会と退役軍人会の会員になった。
1919年にネブラスカ大学オマハ校に入学。1920年10月19日にメアリー・エリザベス・ニュートンと結婚。1925年にはインディアナ州で弁護士資格を取得した。

## 政治家として

### インディアナ州時代
ネブラスカ大学オマハ校在学中、ハリソンはオマハの青年会議所に参加し、1923年にはインディアナポリス市の青年会議所理事会の理事となった。1926年には、インディアナ州、オハイオ州、ケンタッキー州の一部を代表し、青年会議所の全国大会に出席した。
1926年の選挙でマリオン郡の代表としてインディアナ州下院議員に選出され、1期の任期を務めた。また、ハリソンが州下院議員を務めている間、父のラッセル・ハリソンは同州の上院議員を務めていた。1928年にはマリオン郡の郡検事に立候補するも、落選した。
1932年にインディアナ州第12選挙区の共和党候補者として指名を受けた。選挙戦ではハーバート・フーバー大統領を賞賛し、予備選挙では禁酒主義者の「反サルーン・リーグ」、総選挙では反禁酒主義者の「禁酒法改正反対協会」の支持を受けた。総選挙では、民主党現職のルイス・ラドロー議員に敗れた。

### ワイオミング州下院議員
ハリソンは休暇になると自身が所有するワイオミング州の農場で過ごした。1937年には、ワイオミング州デイトンの IXL 牧場をジャック・B・ミルワードから購入した。IXL 牧場に移り住み、ワイオミング州シェリダンで弁護士として活動していた。
1944年にはシェリダン郡代表としてワイオミング州下院議員に選出された。州下院には、同名のウィリアム・ヘンリー・ハリソン議員(1895年生まれ、ララミー郡出身)がおり、どちらにもウィリアム・ヘンリー・ハリソンという名前の息子がいたという。
1948年にジョージ・D・ジョンソン前議長の辞任により、シェリダン郡共和党の委員長に選出された。1950年4月、ハリソンは下院議員選挙に専念するために郡共和党委員長を辞職し、ウィリアム・J・フレミングが後任に就いた。

### 連邦下院議員(1期目)

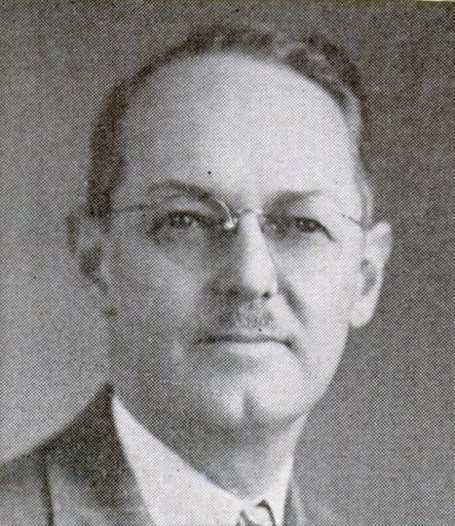
1953年撮影

1949年12月16日、ワイオミング州選出のフランク・A・バレット下院議員が翌年の下院議員選挙への不出馬を表明した。12月19日、ハリソンはワイオミング州全州選挙区の共和党予備選挙への出馬を表明した。予備選挙で1,752.42ドルの選挙資金を使い、州国務副長官だったT・C・トンプソンらを破って指名を獲得した。総選挙では54パーセントの票を得て、民主党のジョン・B・クラークを抑えて当選を果たした。
第82議会では農業及び内務・島嶼委員会と、公有地・インディアン問題・灌漑・再生利用の下院小委員会の委員に任命された。
1952年5月7日にワイオミング州共和党委員長のユーイング・T・カーに宛てた手紙で下院議員の再選を目指すことを表明し、5月27日に出馬を申請した。フランク・A・バレット州知事は、ハリソンの再選出馬を支持し、ワイオミング共和党の州大会では、ハリソンを支持する決議が採択された。共和党予備選では対抗馬が存在せず、使用した資金はわずか20ドルだった。ハリソンは副大統領候補のリチャード・ニクソンと一緒にシェリダン、キャスパー、ララミー、ロックスプリングスでの選挙集会に参加することになっていたが、ニクソンがウェストバージニア州のホイーリングで選挙活動を行ったため、これらのイベントはキャンセルされた。10月には、ウィスコンシン州のジョセフ・マッカーシー上院議員が、ハリソンの下院議員再選と、フランク・A・バレット知事の上院議員当選を支援した。総選挙では、ハリソン陣営は2,385.14ドルを投じ、州議会議員のロバート・R・ローズ・ジュニア州議を破った。
第83議会では、内務・島嶼問題委員会の委員に再任された。

### 1954年連邦上院議員選挙
1953年、ハリソンは1954年上院議員選挙で、現職の民主党上院議員レスター・C・ハントの対抗馬として出馬するのではないかと言われていたが、1954年2月5日、上院選挙への不出馬をプレスリリースで発表し、その後、6月の下院議員選挙に再出馬することを表明した。
しかし、6月8日、ハントは息子の同性愛を利用すると脅され、健康上の問題を理由に上院選挙を辞退した。6月10日、ハリソンは上院選挙への出馬を表明し、モートン・スペンスは共和党の予備選を辞退して彼を支持した。6月19日、ハントが自殺し、ハリソンが暫定的に任命される可能性が推測されたが、ハリソンはクリフォード・ジョイ・ロジャース知事が共和党の上院議員候補を任命するべきではないと述べた。6月24日、ハントの残りの任期は共和党のエドワード・D・クリッパが任命された。
ハントの自殺後、特別選挙が実施され、ハリソンは共和党候補として立候補した。共和党の特別選挙と一般選挙で、ハリソンは4,704ドルを投じてサム・C・ハイアット、ユーイング・T・カー、W・J・テイバーを破り、当選した。1952年に再選を逃した元上院議員のジョセフ・C・オマホニーは、特別選挙と一般選挙の両方でハリソンを破った。選挙期間中、ハリソンは2,500ドルを費やした。
1955年4月8日、ハリソンは、住宅・住宅金融庁の南部地域長官に任命され、4月11日に就任した。ジョージア州アトランタに本部を置き、アラバマ州、フロリダ州、ジョージア州、ケンタッキー州、ミシシッピ州、テネシー州、ノースカロライナ州、サウスカロライナ州を管轄した。1956年8月31日に長官職を辞任した。
ハリソンは、住宅・住宅金融庁を辞めた後、イリノイ州シカゴの共和党全国委員会の農業部門に勤務した。10月17日、ワイオミング州公共サービス委員会は、ハリソンにワイオミング州パインブラフスでコミュニティテレビ局の新設・運営の認可を与えた。12月6日、ヴィンセンズ大学はウィリアム・ヘンリー・ハリソン大統領による創立150周年を記念して、子孫であるハリソンに名誉法学博士号を授与した。ハリソンは、1958年選挙の際、シェリダン郡のバレット上院議員委員会を率いるために、住宅金融局の議会連絡員を辞めた。

### 連邦下院議員(2期目)
1959年9月10日、ハリソンはワイオミング州弁護士協会の大会で、上院か下院の選挙で共和党の指名を受けるために出馬することを発表した。10月29日には、ワイオミング州全州選挙区で共和党の指名を求めることを発表した。1960年5月24日、共和党予備選挙への出馬を申請し、8,897ドルを投じてケネス・L・セーラーズ、マーク・コックス、ウォルター・キンガム、R・L・グリーンを破った。総選挙では、民主党候補のヘップバーン・T・アームストロングを破って当選した。第86議会では、内務・島嶼問題委員会の委員として再任された。
1962年4月25日に下院議員への再選を表明し、7月5日に共和党予備選に出馬した。共和党予備選では11,418ドルを投じてG・L・スペンスを破った。総選挙の際には、キューバ危機に関する安全保障会議に参加するため、選挙活動を中断した。総選挙では、民主党候補のルー・マンカスを破った。第87議会中、ハリソンは内務・島嶼問題委員会を離れ、森林局や内務省の資金を扱う下院歳出委員会の内務小委員会で委員となった。
ハリソンは1964年の上院選挙に、現職民主党上院議員ゲイル・W・マギーの対抗馬として出馬するとの報道もあったが、1964年1月29日、上院選挙には出馬せず、代わりに下院の再選に出馬することを発表した。総選挙では、大統領選挙で民主党のリンドン・B・ジョンソン大統領が勝利したことによるコートテール現象で、テノ・ロンカリオに僅差で敗れた。

### 連邦下院議員(3期目)
1966年2月17日、ハリソンは州共和党委員長のスタン・ハサウェイに宛てた手紙の中で、ワイオミング州下院議員選挙に立候補することを表明し、共和党予備選挙でロイ・ペックを破った。総選挙では、民主党のアル・クリスチャン候補を52％の得票で破った。
第89議会で、ハリソンは下院歳出委員会の内務・農業小委員会の委員に任命された。しかし、1968年10月3日に委員会の任務を辞任し、ウェンデル・ワイアットにポストを譲ることになった。
1968年2月12日、ハリソンはラマダインでの記者会見で再選を目指すことを表明した。下院で唯一のネイティブアメリカン系議員であったベン・レイフェルが、ハリソンの正式な選挙運動の発表の口火を切り、その後、ハリソンは7月3日に出馬を申請した。 予備選挙では、共和党下院会議議長のメルビン・レアード、下院少数党院内総務のジェラルド・フォード、ベン・レイフェル下院議員、フランク・ボウ下院議員、俳優のジョン・ウェインらに支持された。共和党の予備選挙では、ジョン・S・ウォルドに敗れた。前知事のレスリー・A・ミラーらは、ウォルドが選挙費用、所得税、予備選挙声明の公表を拒否したため、党の指名をウォルドからハリソンに交代させようとしたが失敗に終わった。

### 政界引退後
1969年5月29日、リチャード・ニクソン大統領はハリソンを連邦再交渉委員会に任命し、1971年10月4日に辞任するまで委員を務めた。また、1980年アメリカ合衆国大統領選挙の共和党予備選で、ジョージ・H・W・ブッシュ陣営のワイオミング州選挙対策委員を務めた。
1971年、ハリソンはフロリダ州ノースレディントンビーチに引っ越したが、ワイオミング州に財産を保持していた。1981年に、彼はドロシー・フォスター・スミスと結婚した。 同年、インディアナ州インディアナポリスのコロンビアクラブでロナルド・レーガンの大統領就任舞踏会に出席した。
1990年10月8日、フロリダ州セントピーターズバーグのパームズ・オブ・パサデナ病院で心不全のため亡くなった。享年94歳であった。

## 政治的立場

### 国内問題
1950年、ワイオミング州下院議員だったハリソンは、ウィリアム・ヘンリー・ハリソンらと共に、1949年に制定された先取特権法を廃止するための法案を提出した。先取特権法は、年金受給者に与えられた給付金に使われたお金を取り戻すために、郡が年金受給者の遺産に先取特権を設定することを認めるものである。しかし、同法案は2月22日に委員会で否決された。
1961年には、ジョン・F・ケネディ大統領が提案した米国債上限を2930億ドルから3000億ドルに引き上げる案を批判した。1963年11月7日、債務上限を3,150億ドルに引き上げる法案が賛成187票対反対179票で成立したが、ハリソンは反対票を投じた。
1964年2月10日、1964年公民権法に反対票を投じた。

#### 憲法問題
1961年、サム・レイバーン下院議長とカール・ヘイデン上院仮議長に電報を送り、ワシントンD.C.の住民に大統領選挙の投票権を与える修正案の可決に向けて努力するよう要請した。
1963年、ハリソンは憲法を改正して学校で自主的に祈りを捧げる行為を許可する決議案を提出した。9月10日、ハリソンは他の60人の議員とともに、学校での自発的な祈りを認める憲法修正案を提出した。

#### 反共産主義
1950年選挙で下院議員に立候補した際、ハリソンは共産主義者が政府の複数の分野を支配していると非難した。1953年、ジョセフ・マッカーシー上院議員は政府職員に共産主義者が存在するとして調査を行なったが、ハリソンはこの調査を賞賛した。
1961年9月5日、ハリソンは、司法長官が共産主義者のプロパガンダであると判断した郵便物の受領、取り扱い、輸送を禁止する法案を提出した。

#### 経済開発
ユナイテッド航空がワイオミング州シャイアンを経由する航空路線を持たないため、ワイオミング州の住民はデンバー国際空港、オマハ空港、ソルトレイクシティ国際空港で乗り継ぐ必要があると批判し、シャイアン空港を利用して直接東海岸や西海岸に就航する航空路線の誘致を約束した。
ハリソンは1951年の連邦予算において、ワイオミング州シャイアンにあるフランシス E.ワーレン空軍基地の建設費として102万5千ドルの予算を確保した。1945年3月7日に活動を停止したキャスパー陸軍航空基地の再開を支持した。

#### アメリカ先住民
1953年には、すべてのネイティブ・アメリカンをインディアン事務局の管理下から解放する下院決議108を提出した。7月、内務・島嶼委員会はこの法案を承認した。8月1日には決議案が可決された。同決議案の成立に伴い、インディアン事務局はカリフォルニア州、フロリダ州、ニューヨーク州、アイオワ州、テキサス州から撤退し、フラッドヘッド・インディアン、クラマス族、メノミニー族、オセージ族、ポタワトミ族、オジブワ族の各部族が連邦政府の監督下から解放された。これらのネイティブアメリカンは、一般のアメリカ人と同じ法律に従うことになり、完全なアメリカ市民権が与えられることになった。
1968年5月9日には、リンドン・ジョンソン大統領に対し、ウインド・リバー・インディアン居留地の100周年にあたる6月30日を「ナショナル・オリジナル・アメリカンズ・デー」と制定するよう求める決議案を提出した。

### 国外問題

#### キューバ
アメリカ合衆国がフィデル・カストロ政権の国家承認を取り消し、キューバ亡命政府を承認することを支持した。また、モンロー主義をキューバとソ連にも適用し、キューバへの技術者や軍事物資の輸送を防ぐための禁輸措置を求めた。
ハリソンはキューバ危機に関する非公開の安全保障会議に出席後、共和党の集会で国連またはアメリカがキューバのミサイル基地を破壊すべきだと主張した。

#### ソビエト連邦及び東側諸国
ハリソンは、第二次世界大戦中のアメリカの指導者たちは、ケベック会談、テヘラン会談、ヤルタ会談、ポツダム会談でスターリンに降伏したと述べた。1951年2月15日、ハリソンは100人以上の共和党議員の一人として、議会の外交政策への参加を求める宣言書に署名した。
また、チェコスロバキア社会主義共和国でスパイ容疑で起訴され、10年の禁固刑を宣告されたジャーナリスト ウィリアム・N・オーティスの釈放を支持した。
1961年、ハリソンはベルリン危機 (1961年)で西ベルリンを守るために立ち上がったジョン・F・ケネディ大統領を支持した。また、部分的核実験禁止条約については、共産主義国が過去に何度も軍縮条約を破っていることから反対していた。
1963年10月7日、ハリソンはソ連に対する小麦輸出に反対した。小麦の対ソ輸出は、ソ連の農業不足が解消され、軍事支出の増加につながるのではないかとの懸念を示した。12月24日、小麦輸出の最終決定をリンドン・B・ジョンソン大統領に委ねる決議の投票が行われたがハリソンは欠席した。決議自体は189対158で承認された。

#### ベトナム
1966年、ワイオミング大学で行われた討論会の場で、アメリカ軍はベトナム戦争において北ベトナムのハイフォンを空爆すべきとの主張を行い、批判を受けた。ハイフォンにはイギリス船籍の船舶が入港しているため、港に対する空爆を行うと、英米関係が悪化し、最悪の場合イギリスのNATO脱退を招くのではないかとして慎重に行うべきだとの見方もあったが、ハリソンはイギリスは自国の船に対してハイフォンからの退去命令を出すべきだと述べ、戦略的に重要なハイフォン港への空爆を支持した。また、ハリソンはアメリカ合衆国の同盟国は北ベトナムとの貿易を辞めるべきだと主張した。